# Reservas naturales estrictas en Argentina
Las reservas naturales estrictas se refieren, a áreas de reserva custodiadas por la Administración de Parques Nacionales. En ellas rige la prohibición a toda actividad que modifique las características naturales, como el uso extractivo de recursos naturales, la introducción de flora y fauna exótica, caza, pesca, asentamientos humanos y accesos de vehículos.
La categoría fue creada mediante el decreto N.º 2148/90 del 10 de octubre de 1990. Otro decreto del mismo día, el N.º 2149/90 designó 20 áreas como reservas naturales estrictas, designándose posteriormente una más y cambiándose de categoría otra.

## Listado de reservas naturales estrictas en Argentina
- 1. Reserva natural estricta Iguazú, abarcando un sector del parque nacional Iguazú, provincia de Misiones;
- 2. Reserva natural estricta San Antonio, abarcando un sector de la Estación Forestal de IFONA ubicada en el departamento General Manuel Belgrano, provincia de Misiones;
- 3. Reserva natural estricta El Palmar, abarcando un sector del parque nacional El Palmar, provincia de Entre Ríos;
- 4. Reserva natural estricta Río Pilcomayo, abarcando el parque nacional Río Pilcomayo, provincia de Formosa;
- 5. Reserva natural estricta Chaco, abarcando el parque nacional Chaco, provincia del Chaco;
- 6. Reserva natural estricta Calilegua, abarcando el parque nacional Calilegua, provincia de Jujuy;
- 7. Reserva natural estricta Baritú, abarcando un sector del parque nacional Baritú, provincia de Salta;
- 8. Reserva natural estricta El Rey, abarcando el parque nacional El Rey, provincia de Salta;
- 9. Reserva natural estricta Lihué Calel, parque nacional Lihué Calel, provincia de La Pampa;
- 10. Reserva natural estricta Otamendi, abarcando un terreno del Consejo Nacional de la Minoridad y Familia en el partido de Campana, provincia de Buenos Aires;
- 11. Reserva natural estricta Laguna Blanca, abarcando el parque nacional Laguna Blanca, provincia del Neuquén;
- 12. Reserva natural estricta Lanín, abarcando un sector del parque nacional Lanín, provincia del Neuquén;
- 13. Reserva natural estricta Nahuel Huapi, abarcando el parque nacional Nahuel Huapi, provincias del Neuquén y Río Negro;
- 14. Reserva natural estricta Lago Puelo, abarcando un sector del parque nacional Lago Puelo, provincia del Chubut;
- 15. Reserva natural estricta Los Alerces, abarcando un sector del parque nacional Los Alerces, provincia del Chubut;
- 16. Reserva natural estricta Los Glaciares, abarcando el parque nacional Los Glaciares, provincia de Santa Cruz;
- 17. Reserva natural estricta Perito Moreno, abarcando un sector del parque nacional Perito Moreno, provincia de Santa Cruz;
- 18. Reserva natural estricta Bosques Petrificados, abarcando el monumento natural Bosques Petrificados, provincia de Santa Cruz; Reserva natural de la ciencia
- 19. Reserva natural estricta Tierra del Fuego, abarcando el parque nacional Tierra del Fuego en la provincia de Tierra del Fuego, Antártida e Islas del Atlántico Sur;
- 20. Reserva natural estricta Quebrada del Condorito, abarcando el parque nacional Quebrada del Condorito, provincia de Córdoba. (Ley N.º 24749).[3]

La reserva natural estricta Colonia Benítez, abarcando una clausura de la Estación Colonia Benítez del Instituto Nacional de Tecnología Agropecuaria, provincia del Chaco, en 2002 fue recategorizada como reserva natural educativa.